# Bassaricyon lasius
Bassaricyon lasius (олінго Харіса) — вид роду Олінго родини Ракунові, невелика центральноамериканська тварина. 
Цей вид відомий тільки з місця, де зразок був зібраний (шкіра і череп дорослого самця), зразок був описаний у 1931 році, з тих пір вид ніхто не бачив. Місцезнаходження між 1500 м і 1600 метрів.